# Зінкевич Анатолій Семенович
Анатолій Семенович Зінкевич, о. Анатолій Зінкевич (26 вересня 1953, Лосятин, Україна — 13 лютого 2019, Тернопіль) — український церковний діяч, митрофорний протоієрей Православної церкви України. Засновник Тернопільського Свято-Троїцького духовного центру імені Данила Галицького. Очільник громадського руху «Українські святині — українському народу». Батько архієпископа Дніпровського ПЦУ Симеона (Зінкевича), старший брат митрополита Луцького та Волинського ПЦУ Михаїла (Зінкевича).
У часи СССР — секретар намісника Свято-Успенської Почаївської лаври єпископа Якова Панчука. . Протоієрей Анатолій[джерело?]

## Життєпис
Анатолій Зінкевич народився 26 вересня 1953 року в селі Лосятині Кременецького району Тернопільської області, нині Україна.
Навчався в Кременецькому лісотехнічному технікумі, Київському інституті народного господарства, Ленінградській духовній семінарії, Московській духовній академії, на історичному факультеті Тернопільського національного педагогічного університету (2018).
Працював на будові піднощиком, штукатуром при Почаївській лаврі. Згодом залишився в лаврі, де провів 16 років. Був келейником, екскурсоводом, регентом хору, проректором семінарії, і особистим секретарем намісника Якова Панчука.
Був настоятелем парафій на Лановеччині і Свято-Троїцького духовного центру імені Данила Галицького м. Тернополя.
Очолював ініціативну групу «Почаївській лаврі — статус національної духовної святині», громадський рух «Українські святині — українському народу».

## Родина
Разом із дружиною Наталею виховав п'ятьох синів і доньку. Троє синів обрали священничий сан і нині трудяться на духовній ниві. Найстарший — архієпископ Дніпровський і Криворізький Симеон (Зінкевич) Православної церкви України, молодший брат о. Анатолія — митрополит Луцький Михаїл.

## Відзнаки
- Людина року на Тернопільщині (2002)[5]
- відзнака Тернопільської міської ради (2008)[6],
- орден «За заслуги» III ступеня (2010)[7].

## Вшанування
22 травня предстоятель ПЦУ митрополит Епіфаній у співслужінні духовенства та єпископату звершив літію за протоієреєм Анатолієм.

## Цитати
|                         | Я виріс в українському домі, дихаю його повітрям, їм його хліб. Хто буде за мене ремонтувати його дах, хто боротиметься з тими, що шкодять йому? |
| — о. Анатолій Зінкевич, | |

## Цікаві факти
- Його мудрістю, логікою, ерудицією, красномовством, глибокою духовною сутністю, умінням спілкуватися з людьми захоплювалися професори, народні депутати, міністри.[джерело?]
- Одним із перших[уточнити] підтримав Помаранчеву революцію та Євромайдан, а згодом наших добровольців у АТО, причому не лише силою молитви, а й фінансово[4].
- Протоієрей Анатолій їздив в Константинополь просити Вселенський патріархат про автокефалію для Української православної церкви.
- Разом із козаками він їздив до Одеси рятувати перлину біля моря від бронзової Катерини II. Там його навіть заарештували на кілька годин.[прояснити][джерело?]